# ウクライナ社会党
ウクライナ社会党（ウクライナしゃかいとう、ウクライナ語: Соціалістична партія України、ラテン文字転写の例：Sotsialistychna Partiya Ukrainy）は、ウクライナの社会主義・社会民主主義政党。1991年創設。
当初は活動を差し止められていたウクライナ共産党の合法部門とみられていたが、共産党の活動再開に伴い独自に活動する社会民主主義政党としての色合いを強め、1994年には社会主義インターナショナルにも加盟した。
2004年のオレンジ革命では親欧米派と行動を共にしたが、その後は親露の地域党に近い立場に転じた。ヴェルホーヴナ・ラーダ（ウクライナ最高議会）の選挙では毎回、議席を獲得していたが、2007年の選挙では議席獲得要件である3％にわずかに及ばず、全議席を失った。
その後は党勢が衰え、2010年ウクライナ大統領選挙にオレクサンドル・モロズ党首が立候補したが、わずか0.38％の得票にとどまった。
この政党は2022年6月に解党された。